# NGC 1302
NGC 1302 este o galaxie lenticulară situată în constelația Cuptorul. A fost descoperită în februarie 1885 de către Edward Emerson Barnard. Se află la o distanță de 22,76 de megaparseci de Pământ.